# Bocsig
Bocsig is een Roemeense gemeente in het district Arad.
Bocsig telt 3576 inwoners.